# Liste der Straßen in Schweinsdorf (Freital)

Lage von Schweinsdorf in Freital

Die Liste der Straßen in Schweinsdorf enthält alle benannten Straßen des Stadtteils Schweinsdorf der Großen Kreisstadt Freital im Landkreis Sächsische Schweiz-Osterzgebirge.
Die hochrangigste Straße auf Schweinsdorfer Flur ist die Poisentalstraße, sie schneidet das Ortsgebiet aber nur sehr kurz. Ein wichtiger Straßenzug für den Verkehr in Schweinsdorf ist die Verbindung von der Poisentalstraße über die Straße Am Hexenberg und die Wilhelm-Müller-Straße nach Niederhäslich. Diese Strecke wird auch von einer Buslinie im Stadtverkehr Freital befahren. Dabei befinden sich an der Kreuzung Poisentalstraße/Am Hexenberg und Rudeltstraße/Am Hexenberg Bushaltestellen.

## Legende
Die nachfolgende Tabelle gibt eine Übersicht über die vorhandenen Straßen und Plätze im Stadtteil sowie einige dazugehörige Informationen. Im Einzelnen sind dies:
- Bild: Foto der Straße.
- Name/Lage: Aktuelle Bezeichnung der Straße oder des Platzes sowie unter ‚Lage‘ ein Koordinatenlink, über den die Straße oder der Platz auf verschiedenen Kartendiensten angezeigt werden kann. Die Geoposition gibt dabei ungefähr die Mitte der Straße an.
- Namensherkunft: Ursprung oder Bezug des Namens.
- Anmerkungen: Weitere Informationen bezüglich anliegender Institutionen, der Geschichte der Straße, historischer Bezeichnungen, Kulturdenkmalen usw.

## Straßenverzeichnis
| Bild   | Name/Lage                      | Namensherkunft                                                                        | Anmerkungen |
| ------ | ------------------------------ | ------------------------------------------------------------------------------------- | --- |
|        | Am Hexenberg (Karte)           |                                                                                       | Ein Transformatorenhäuschen an der Ecke zur Rudeltstraße steht unter Denkmalschutz. |
|        | Am Hochbehälter (Karte)        | Straßenlage an einem Hochbehälter                                                     | |
|        | Am Raschelberg (Karte)         | Raschelberg, Erhebung in Schweinsdorf und Niederhäslich                               | |
|        | Bernhard-Naumann-Weg (Karte)   | Bernhard Naumann                                                                      | |
| Bilder | Jägerstraße (Karte)            |                                                                                       | Die Jägerstraße ist im Grenzbereich zwischen Schweinsdorf und Deuben für den öffentlichen Verkehr gesperrt. Die Häuser mit den Hausnummern 14 und 31 sind denkmalgeschützt, außerdem steht das Kellergewölbe der Jägerstraße 29 unter Denkmalschutz. Siehe auch: Jägerstraße in Deuben |
|        | Kreuzstraße (Karte)            |                                                                                       | Siehe auch: Kreuzstraße in Deuben |
|        | Niederhäslicher Straße (Karte) | Niederhäslich, Stadtteil Freitals                                                     | Siehe auch: Niederhäslicher Straße in Niederhäslich |
|        | Oststraße (Karte)              |                                                                                       | Siehe auch: Oststraße in Niederhäslich |
|        | Poisentalstraße (Karte)        | Tal des Poisenbaches                                                                  | Die Poisentalstraße ist Teil der Staatsstraße 36 und verläuft nur wenige Meter durch Schweinsdorfer Gemarkungsgebiet. Von ihr zweigen die Wartburgstraße und die Straße Am Hexenberg ab. Die denkmalgeschützte Johanniskapelle auf dem Friedhof Deuben befindet sich auf Schweinsdorfer Flur und trägt die Hausnummer Poisentalstraße 31. Siehe auch: Poisentalstraße in Niederhäslich und Deuben                            |
|        | Rudeltstraße (Karte)           | Ernst Robert Rudelt, Deubener Gemeindevorsteher und Mitglied des sächsischen Landtags | Da sie beidseitig mit Linden bepflanzt war, hieß die Rudeltstraße früher Unter den Linden. Zunächst reichte sie von Niederhäslich aus nur bis an die Grenze zu Schweinsdorf, erst später wurde sie durch den Ort bis an die heutige Wartburgstraße verlängert. An der Rudeltstraße befand sich bis in die 2000er Jahre eine Sporthalle, vor der ein Arbeitersportlerdenkmal stand. Siehe auch: Rudeltstraße in Niederhäslich |
|        | Schweinsdorfer Straße (Karte)  | Schweinsdorf, Stadtteil Freitals                                                      | |
|        | Turnerweg (Karte)              |                                                                                       | |
| Bilder | Wartburgstraße (Karte)         |                                                                                       | Frühere Namen der Straße waren Bismarck- und Karl-Liebknecht-Straße. Die Mietvilla Wartburgstraße 28 ist denkmalgeschützt. Der Johannisfriedhof erstreckt sich entlang der Westseite der Straße. |